# This Path Tonight
This Path Tonight è il sesto album in studio da solista del cantautore britannico Graham Nash, pubblicato nel 2016.

## Tracce
Testi e musiche di Graham Nash e Shane Fontayne.
1. This Path Tonight – 4:26
2. Myself at Last – 5:18
3. Cracks in the City – 3:41
4. Beneath the Waves – 4:01
5. Fire Down Below – 3:28
6. Another Broken Heart – 4:57
7. Target – 3:34
8. Golden Days – 3:38
9. Back Home – 4:48
10. Encore – 3:52

- Tracce Bonus

1. Mississippi Burning – 2:44
2. Watch Out for the Wind – 3:06
3. The Fall – 4:20

## Classifiche
| Classifica (2016) | Posizione raggiunta |
| ----------------- | ------------------- |
| Italia            | 34                  |
| Regno Unito       | 41                  |
| Stati Uniti       | 93                  |